# Nannoscincus gracilis
Espèce
Synonymes
- Lygosoma gracilis Bavay, 1869
- Anotis gracilis (Bavay, 1869)
- Mocoa micropus Günther, 1872

Statut de conservation UICN

 VU B1ab(i,ii,iii,iv,v)+2ab(i,ii,iii,iv,v) : Vulnérable
Nannoscincus gracilis est une espèce de sauriens de la famille des Scincidae.

## Répartition
Cette espèce est endémique de Nouvelle-Calédonie.

## Étymologie
Son nom d'espèce, du latin gracilis, « fin », lui a été donné en référence à sa morphologie.

## Publication originale
- Bavay, 1869 : Catalogue des Reptiles de las Nouvelle-Calédonie et description d'espèces nouvelles. Mémoires Société linnéenne de Normandie, vol. 15, p. 1-37.